# Joseph Herscher
Joseph Herscher (* 4. Dezember 1985 in New York City, aufgewachsen in Auckland, Neuseeland) ist ein kinetischer Künstler. Seit 2007 zeigt er auf seinem YouTube-Kanal Joseph's Machines selbstkonstruierte Nonsens-Maschinen („Rube-Goldberg-Maschinen“).

## Leben und Werk
Der Sohn des Musikerehepaars Linn Lorkin und Hershal Herscher wuchs in Neuseeland auf und hat bereits im Alter von 5 Jahren seine erste Maschine gebaut, die Lolly-Maschine.
Joseph Herschers Durchbruch war 2008 das zweieinhalbminütige Kettenreaktionsexperiment Creme That Egg, das den Grundstein für seinen YouTube-Kanal Joseph's Machines legte. Als Softwareentwickler übersiedelte er 2009 nach New York City und lebt in Brooklyn. Hier machte er 2012 sein Hobby zum Beruf und baut Nonsens-Maschinen für Film, Fernsehen und Kunstfestivals wie die Biennale di Venezia (2011) oder die Ars Electronica (2017).
Seine Maschinen bieten „Lösungen“ zu verschiedenen Alltagsproblemen: zum Zähneputzen, Zeitungsumblättern, zur räumlichen Distanzierung und zur schnellen Hotdog-Zubereitung für Partys. Für seine Videos verwendet er überwiegend Gegenstände, die in einem normalen Haushalt vorhanden sind.